# Košara
Košara (Kožara) je nenaseljeni otočić u hrvatskom dijelu Jadranskog mora, uz jugozapadnu obalu otoka Pašmana.
Košara je od Pašmana udaljena 1,2 km. Oko 500 m prema sjeveroistoku nalazi se otočić Maslinjak (Košarica), a 500 m prema istoku otočić Žižanj.
Površina otoka Košara iznosi 0,58 km². Dužina obalne crte iznosi 4,08 km. Otočić se pruža pravcem sjeverozapad-jugoistok u duljini 1,7 km. Najveća visina je 82 m. Dubina mora prema Pašmanu je do 47 m, a prema jugu oko 70 m. Na južnoj strani otoka je svjetionik.

## Gospodarstvo
Pored otočića smješteno je pogon ribogojstva.
Uzgajalište riba smješteno je u blizini svjetski poznatog Nacionalnog parka „Kornati”. Pripadalo je nekad poduzeću Cenmar, danas Cromarisu. 

## Vanjske poveznice
|  | Zajednički poslužitelj ima još gradiva o temi Košara |